# Dumbarton Castle

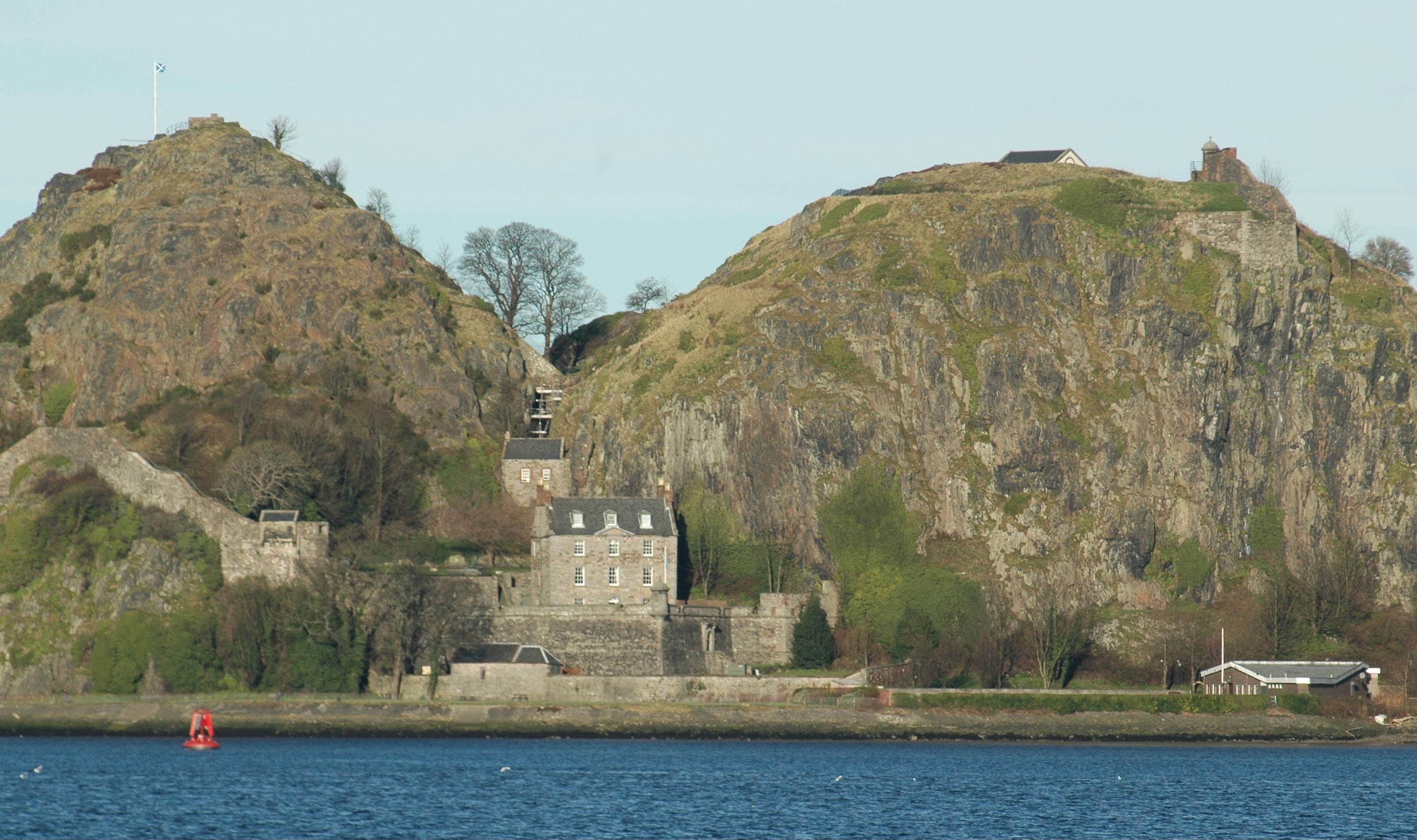
Dumbarton Castle zwischen den beiden Kuppen von Dumbarton Rock

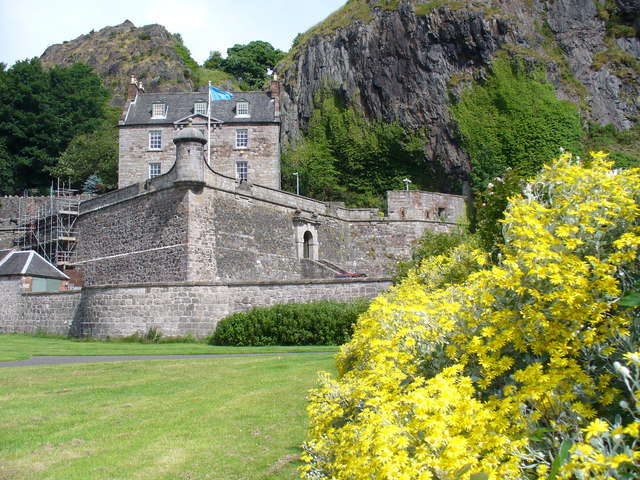
Nahaufnahme des Hauptgebäudes

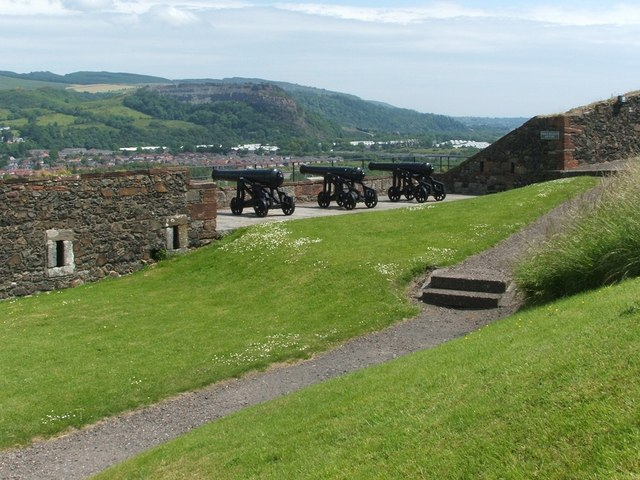
Kanonen an der Verteidigungsmauer

Dumbarton Castle (schottisch-gälisch Caisteal Dhùn Bhreatainn) ist eine Burg oder Festung in der schottischen Stadt Dumbarton in der Council Area West Dunbartonshire. Die Anlage nimmt einen markanten Basaltfelsen vulkanischen Ursprungs am Ufer des Clyde an der Mündung des Leven ein. 1971 wurde das Bauwerk in die schottischen Denkmallisten in der höchsten Kategorie A aufgenommen. Des Weiteren ist die Burg seit 1994 als Scheduled Monument geschützt. 2019 wurde Dumbarton Castle von rund 29.000 Personen besucht. 2024 betrug die Besucherzahl etwa 20.000 Personen.

## Geschichte
Die Geschichte von Festungsbauten auf dem Dumbarton Rock kann über 1500 Jahre zurückverfolgt werden. Zu dieser Zeit wurde das Königreich Alt Clut (Strathclyde) von diesem Hügel aus regiert. Der früheste bekannte dieser Herrscher war Ceretic Guletic im fünften Jahrhundert. Legenden zufolge soll der mythische Zauberer Merlin sich dort im 6. Jahrhundert an König Rhydderch Haels Hof aufgehalten haben. Zur Zeit der Wikinger-Angriffe auf Britannien wurde der Hügel mehrfach belagert. Olaf dem Weißen und Ivar dem Knochenlosen gelang im Jahre 870 nach viermonatiger Belagerung die Plünderung der Festung. Im Rahmen mehrere archäologischer Untersuchungen des Geländes wurden zahlreiche Artefakte aus dieser Zeit gefunden, unter anderem ein norwegisches Bleigewicht und ein Schwertknauf.
Später entwickelte sich der Hügel zu einem bedeutenden Festungsstandort. So entstand auf Weisung König Alexander II. in den 1220er Jahren die Festung Dun Breatann („Festung der Briten“) zur Sicherung der 16 km entfernt verlaufenden Grenze zu den norwegisch besetzten Gebieten. Von diesem Namen leitet sich auch die Stadtbezeichnung „Dumbarton“ ab. Nachdem die norwegische Bedrohung nach der Schlacht bei Largs weitgehend eliminiert war, erschien die Festung ihrer Existenzgrundlage beraubt. Es folgten jedoch die Schottischen Unabhängigkeitskriege, in denen Dun Breatann einen sicheren Rückzugsort abseits der Grenzregion darstellte. Es existieren Hinweise, dass der schottische Freiheitskämpfer William Wallace 1305 einige Zeit in der Festung gefangen gehalten wurde, bevor er von dort zu seiner Hinrichtung nach London verbracht wurde. Sowohl König David II. 1305 als auch Königin Maria Stuart 1548 nutzten den Schutz von Dun Breatann, um nach Frankreich zu flüchten.
Mit der Rückkehr Königin Marias im Jahre 1561 verlor die Festung an Bedeutung. Maria landete in Leith (heute zu Edinburgh) und regierte das Land von dort aus, sodass die Mündungsregion des Clyde weit entfernt des Machtzentrums lag. Trotzdem blieben dort stets Truppen stationiert. Im 17. Jahrhundert wurde die Festung vollständig neu aufgebaut und erhielt ihr heutiges Aussehen. Im November 1645 verstärkte das Committee of Estates die Wachmannschaft um 30 Mann. Nach Oliver Cromwells Tod im Jahre 1658 verlor die Burg weiter an Bedeutung.
Im 18. und 19. Jahrhundert wurden Veränderungen vorgenommen. Die letzte militärische Handlung fand während des Zweiten Weltkriegs statt. Zweimal wurde Dumbarton Castle als Drehort von Spielfilmen gewählt. So wurden Teile von Gregory’s Two Girls dort gedreht, während die Festung in der BBC-Produktion Die 39 Stufen als Versteck deutscher Spione verwendet wurde.